# عبد الرزاق الصنعاني
أبو بكر عبد الرزاق بن همام بن نافع الحميري اليماني الصنعاني (126 - 211 هـ) (744 - 827 م) من رواة الحديث وحافظ كبير، من أهل صنعاء. له تفسير للقرآن، باسم «تفسير القرآن للصنعاني»، وله كتاب في السنة باسم «الأمالي» مخطوط.

## سيرته
قد قيل بأنه كان يحفظ نحوا من سبعة عشر ألف حديث. وفي كتب تراجم الرواة وكتب الجرح والتعديل عند أهل السنة قد وصف عبد الرزاق هذا بأنه كان شيعياً كذاباً وأنه كان يصف الفاروق عمر بن الخطاب رضي الله عنه بوصف (الأنوك) أي الأحمق. روى ذلك بالأسانيد ابن عساكر في كتاب تاريخ دمشق ج36 ص188. وقال الإمام المحدّث ابن عدي الجرجاني في كتاب الكامل في ضعفاء الرجال ج6 ص543: "وعبد الرزاق أيضا يعد في الشيعة". إهـ. ونقل في نفس الكتاب ج6 ص 538 عن العباس بن عبد العظيم أنه قال عن عبد الرزاق هذا "والله الذي لا إله إلا هو أن عبد الرزاق كذاب". إهـ. 
قال أبو داود: قلت لأحمد في سماع عبد الرزاق من عبيد الله؟ فقال: قال عبد الرزاق: رأيته بمكة وهشام بن حسان يسأله. قال أحمد: فلعمري لقد روى عنه -يعني: عبد الرزاق- أحاديث غرائب. المرجع: كتاب سؤالات أبي داود (٢٤٧).
وقيل بأنه قد خرج إليه الإمام أحمد بن حنبل، وأصابت أحمد فاقة في طريقة إلى عبد الرزاق، فأكرى نفسه من جمالين حتى وصل إلى عبد الرزاق، فطرق عليه الباب، فصرخ بقال بأحمد وقال لا تطرق الباب على الشيخ فإنه يهاب، فمكث أحمد بن حنبل في باب عبد الرزاق ينتظره حتى كادت الشمس أن تغرب، فلما خرج عبد الرزاق ضم أحمد إليه وعانقه. ثم أقبل الإمام أحمد يسأل عبد الرزاق وهو يجيبه والأول يكتب في قرطاس حتى أظلمت، فنادى عبد الرزاق بالبقال أن يأتيهم بسراج فاستمرا حتى انقضى وقت صلاة المغرب - قال صاحب سير أعلام النبلاء، وكان عبد الرزاق يؤخر صلاة المغرب. ولكن هذه القصة لم تثبت.
ذكر الذهبي في ترجمة أحمد بن حنبل أنه لما قدم أحمد من عند عبد الرزاق، رؤي به شحوبا، وقد تبين عليه التعب والنصب، فكلموه، فقال أحمد: هين فيما استفدنا من عبد الرزاق. لكن هذه القصة لم تثبت.

## كتبه
له (الجامع الكبير) في الحديث، قال الذهبي: وهو خزانة علم، و (المصنف في الحديث) ويقال له الجامع الكبير، حققه حبيب الرحمن الأعظمي، ونشره المجلس العلمي الباكستاني في 11 جزءا.
وله كتب مطبوعة منها:
- مصنف عبد الرزاق
- تفسير عبد الرزاق
- الأمالي في آثار الصحابة

## وفاته
توفي عام 211 هـ الموافق 827 م، ودفن في صنعاء بمنطقة تسمى دار الحيد داخل جامع على تبة جبلية مرتفعة قليلاً.